# Banchetto di Erode (Masolino)

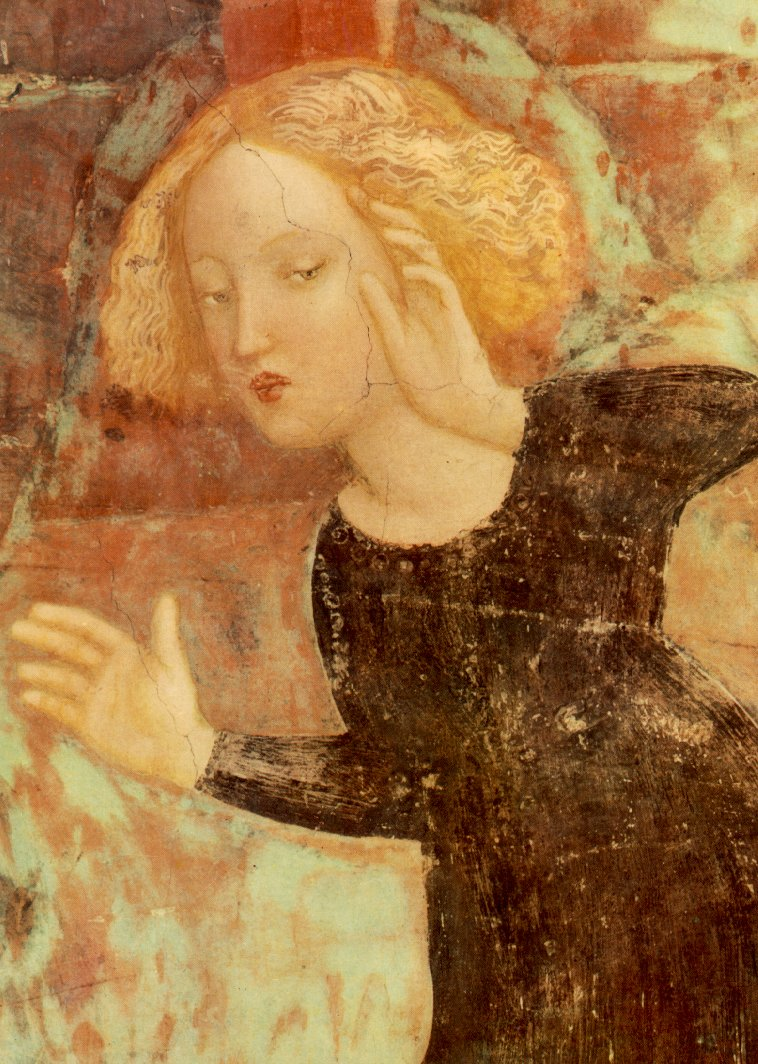
Dettaglio

Il Banchetto di Erode è un affresco di Masolino da Panicale nel Battistero di Castiglione Olona. Fa parte delle Storie di san Giovanni Battista, dipinte nel 1435, delle quali è uno dei migliori affreschi. Probabilmente parteciparono alla realizzazione anche gli aiutanti di Masolino dell'epoca, Vecchietta e Paolo Schiavo.

## Descrizione
La scena è ambientata in una sontuosa architettura rinascimentale, composta su un vertiginoso scorcio centrale secondo le regole della prospettiva lineare centrica. A sinistra, sotto una loggetta architravata aperta, una sorta di architettura ideale umanistica, si svolge il banchetto vero e proprio, con Erode a capotavola e tre ospiti, tra i quali quello accanto a lui potrebbe essere un ritratto del cardinale Branda Castiglioni, committente del ciclo. Davanti ad essi stanno alcuni dignitari in piedi, tra cui due personaggi col mazzocchio, copricapo allora in voga, che ricordano le figure simili nell'affresco della Cappella Brancacci Guarigione dello storpio e resurrezione di Tabita (1424-1425), anche se qui sono trattate con maggiore realismo e saldezza volumetrica. Sopra la loggetta si trova, oltre un fregio di putti e festoni ripreso dai sarcofagi classici, un'altra loggetta con archi. A destra si trova invece la scena della consegna di Salomè a Erodiade della testa di san Giovanni Battista, alla cui vista una fanciulla dai lineamenti finissimi si ritrae spaventata. Questa scena si svolge sotto un lunghissimo portico con colonne ed archi a tutto sesto. Questa loggia rinascimentale va immaginata nel contesto del piccolo paese della provincia lombarda dove venne affrescata, caratterizzato da un'architettura prevalentemente gotica e in mattoni, completamente diversa da quella dipinta.
Sullo sfondo si vede un paesaggio montuoso, dove è dipinta, piccola e lontana, la sepoltura del Battista.
L'opera era anticamente arricchita da decorazioni a rilievo in pastiglia e da dorature, oggi quasi completamente perdute.

## Stile
L'affresco è importante per descrivere il ruolo di mediatore di Masolino tra le dolcezze episodiche del gotico internazionale e le novità del Rinascimento fiorentino, che fuse in uno stile intermedio dove la spazialità è nuova, ma l'aristocratica eleganza lineare delle figure è ancora legata alla matrice tardogotica. Il suo stile risultò più comprensibile ed assimilabile da parte dei pittori dell'Italia settentrionale, ancora molto legati alla cultura figurativa gotica, rispetto a quello di artisti più radicali, permettendo la diffusione delle novità oltre i confini della Toscana.
Le indicazioni spaziali appaiono qui iperbolicamente sottolineate, quasi a evidenziare l'originalità dell'autore rispetto alla cultura lombarda.